# جاسوسي: المدينة الخالدة
جاسوسي: المدينة الخالدة هو فيلم تجسس كوميدي أمريكي لعام 2024 من إخراج بيت سيجال ، الذي شارك أيضًا في كتابة السيناريو مع جون وإريك هوبر. تكملة لفيلم جاسوسي 2020 ، بطولة ديف باوتيستا ، كلوي كولمان ، كريستين شال ، وكين جيونغ ، مع انضمام فلولا بورغ وكريغ روبنسون وآنا فارس إلى فريق التمثيل الرئيسي.

## قصة
يجتمع عميل وكالة المخابرات المركزية المخضرم JJ  مع ابنة زوجته البالغة من العمر 14 عامًا وتلميذته صوفي لإنقاذ العالم. تتعقد الأمور عندما تتوقف جولة جوقة المدرسة الثانوية في إيطاليا بسبب مؤامرة نووية شريرة تستهدف الفاتيكان.

## إنتاج
في أغسطس 2020، بدأت أستوديوهات أمازون وإس تي إكس إنترتينمنت في استكشاف فكرة تكملة لفيلم 2020 بعد نجاح الفيلم على أمازون برايم فيديو. تم تأكيد إنتاج الفيلم في فبراير 2023 مع عودة بيت سيجال لإخراج الفيلم واستمرار ديف باوتيستا، وكلوي كولمان، وكريستين شال، وكين جونج في أدوارهم. كما انضم كل من آنا فاريس، وكريج روبنسون، وفلولا بورج إلى فريق التمثيل، وبدأ الإنتاج في نفس الشهر. انتهى التصوير في البندقية في مايو من العام ذاته.

## استقبال
على موقع تجميع المراجعات روتن توميتوز حصل الفيلم على 21% من 38 مراجعة إيجابية بمتوسط تقييم 4.1 من 10. يعبر إجماع الموقع عن ذلك بقوله: «تضييع للوقت الكوميدي لديف باوتيستا على سيناريو ثقيل مما يجعل هذا الجزء الثاني من فيلم فشل ملحوظاً» كما منح موقع ميتاكريتيك الذي يعتمد على متوسط مرجح، الفيلم درجة 36 من 100 استناداً إلى تقييمات 12 ناقدًا ما يشير إلى مراجعات "غير مواتية بشكل عام".

## الممثلين
- ديف باوتيستا في دور جي جي، عميل وكالة المخابرات المركزية
- كلوي كولمان في دور صوفي
- كريستين شال في دور بوبي
- كين جيونج في دور ديفيد كيم، مدير وكالة المخابرات المركزية
- آنا فارس في دور نانسي
- فلولا بورغ في دور الأسقف كرين، الخاطف
- تايهو ك في دور كولين، ابن ديفيد كيم وزميلة صوفي في المدرسة
- بيلي بارات في دور ريان كير، زميل صوفي في المدرسة
- كريج روبنسون في دور كونيلي
- نيكولا كوريا دامود في دور كريستينا
- نوح دانبي في دور تود